# Lomographa pictaria
Lomographa pictaria är en fjärilsart som beskrevs av Curtis 1873. Lomographa pictaria ingår i släktet Lomographa och familjen mätare. Inga underarter finns listade i Catalogue of Life.